# Mother Cyborg
Diana J. Nucera, dite Mother Cyborg, née en 1981, est une artiste musicale queer, DJ et enseignante américaine. Elle est titulaire d'un master en art et technologie et bénéficiaire d'une bourse d'art littéraire. Elle vit à Detroit, dans le Michigan.
Depuis 2001, elle évolue dans le monde musical et technologique sous le nom de Mother Cyborg et propose une musique composite, qui combine techno et RnB. En 2017, elle sort son premier album, Pressure Systems. Elle s'implique dans le cadre d'un collectif local, notamment en animant atelier de mixage et de DJing.
Autrice de fanzines, elle est également la créatrice du jeu de science-fiction Dream system, basé sur l'univers d'un opéra laser futuriste.
Fondatrice d'un projet parrainé qui permet aux différentes communautés de Detroit de mieux s'approprier les différents médias et la technologie, elle contribue également à l'amélioration de l'accès à l'Internet dans des quartiers mal desservis de Detroit. Dans ce cadre, elle publie, en 2016, un guide communautaire sur la technologie.

## Biographie
Diana J. Nucera se présente en tant que femme queer de couleur. Elle naît à Chicago, en 1981, et grandit à Frankfort, dans l'État de l'Indiana, aux États-Unis. Elle vit à Detroit, dans l'État du Michigan, aux États-Unis. Sa mère est d'origine colombienne et son père, qui est décédé quand elle était très jeune, est originaire de Sicile, en Italie.
Elle est titulaire d'un Master of Fine Arts, Art and Technology, obtenu en 2006, à la School of the Arts Institute of Chicago, après avoir effectué un Bachelor of Fine Arts, auprès du New Media San Francisco Art Institute, en 2003. En 2019, la Fondation Kresge lui attribue une bourse d'arts littéraires.
La lecture du livre Borderlands écrit par Gloria Anzaldúa change sa vie et lui révèle les aspects cyborg de sa personnalité, à la fois mécanique et humaine en même temps, comme les personnes aux origines mixtes dont traite l'ouvrage ; pas tout à fait dans une identité ni complètement dans une autre, installées dans des espaces différents.
À quatorze ans, dans une fête underground de Chicago, elle se sent libre pour la première fois, en réalisant qu'une piste de danse est l'endroit idéal pour libérer son potentiel. Le 31 octobre 2001, elle utilise pour la première fois le pseudonyme Mother Cyborg, alors qu'elle officie en tant que DJ au Old Miami, dans le cadre d'une fête d'Halloween. Elle explique qu'au fil du temps, ce pseudonyme s'est transformé en une forme de mécanisme de défense. En tant que femme qui évolue dans le monde de la technologie et du DJing, elle peut entrer dans un club et dire simplement : « Vous pouvez m'appeler Mother Cyborg ». Les hommes l'appellent alors « mère » et la respectent.
En 2020, à l'occasion de la Journée internationale des femmes, la revue L'ADN la qualifie comme l'une des cinq femmes actuellement incontournables du domaine de la tech. L'article mentionne qu'aux yeux de Mother Cyborg, les droits civils sont en jeu « si on ne reprend pas le contrôle sur Internet d’une manière décentralisée ». Dans un autre article, publié en 2017 dans le Detroit Metro Times, elle précise que le narratif lié à la technologie éloigne les personnes les unes des autres plutôt que de les rapprocher. Pour elle, les espaces numériques — Internet, médias sociaux — ont pourtant le potentiel de réellement faire évoluer les humains.

## Musique et médias

### Activités musicales

Portrait de Mother Cyborg

La musique jouée par Mother Cyborg est composée d'un mélange de house, de techno, d'electronica, de dance et de trip-hop, auquel elle ajoute son violoncelle, créant ainsi un style qu'elle nomme « cyborg soul », qui combine le côté rude de la techno avec la résonance émotionnelle de la soul et du RnB. Elle explique qu'elle lie sa musique au travail qu'elle réalise dans le domaine technologique, dans le but de créer un espace qui élève la conscience à travers les émotions.
Lors de son arrivée à Detroit, elle rejoint le groupe de hip-hop Invincible, au sein duquel elle joue du violoncelle, puis collabore ensuite avec Jessica Care Moore et Tunde Olaniran. Elle est également membre du Cupcake Collective, un collectif local de DJ queer. Entre 2014 et 2018, elle mixe et anime un concert mensuel, appelé « Temple of Cyborg », au Temple Bar de Detroit, durant lequel elle joue sa propre musique en direct.
Le 29 avril 2017, Mother Cyborg sort son premier album, intitulé Pressure Systems à travers lequel elle propose sa vision de l'éveil d'un cyborg à la conscience. Kinga Osz-Kemp, que Mother Cyborg décrit comme  la personne qui lui a permis de trouver sa voix musicale, l'accompagne à la guitare, batterie et basse, dans cet album de rock mélodique.
À Detroit, Mother Cyborg s'implique localement dans l'éducation musicale, en animant un atelier de mixage et de DJing, dans le cadre d'un cours de quatre semaines, appelé « Beatmatch Brunch, proposé par le collectif Seraphine Collective. Ce réseau de soutien, collaboratif et inclusif, regroupe des artistes, des musiciennes et des musiciens, des DJ, femmes et non-binaires, ainsi que des personnes racisées, actives sur la scène musicale de Detroit, qui se sentent souvent invisibilisées. Cet espace propose des performances locales et publie des mixtapes, ainsi que des fanzines, dans le but de favoriser un sentiment de communauté. Mother Cyborg fait don au collectif de la totalité des recettes récoltées lors de la soirée célébrant la sortie du disque Pressure Systems.

### Projets musicaux
Mother Cyborg est la créatrice d'un jeu de science-fiction intitulé Dream System. Dans ce jeu en deux parties, les participants créent des systèmes d'intelligence artificielle. Elle espère ainsi, à travers les histoires racontées et les personnages générés par les joueuses et les joueurs, contribuer à la construction du monde futur d'Automata. 
Automata est un opéra laser futuriste conçu par Mother Cyborg qui mélange musique, performances et méthodes éducatives populaires pour élever la conscience technologique collective et l'agentivité personnelle. Son scénario collaboratif est conçu à travers des jeux, des fanzines éducatifs et des ateliers qui engagent les communautés à façonner des mondes futurs dans lesquels les problèmes sociaux et politiques actuels sont abordés par le biais de l'intelligence artificielle.

### Productions musicales
- 2017 : Pressure Systems[16].
- DJ Mother Cyborg[17].
- Cello Music archive[18] (violoncelle).

### Radio / Podcasts
- 2015 : « The Detroit Hour ». Guest DJ[4], PitchFork Radio[19].
- 2015 : Guest DJ[4], Underground Resistance Radio.
- 2017 : « Working - In Detroit : How Does a Community Internet Organizer Work?[20] », Slate Podcast[21].
- 2018 : « 2018-01-10 Mother Cyborg[22],[4] », SoundCloud. WCBN The local music show, 83.3FM, Ann Arbor Michigan[23].
- « Mother Cyborg ». Detroit, United States[24], SoundCloud.

### Médias mixtes
- Avril 2017 : 3souled Women, Mother Cyborg[25].
- Juillet 2017 : Earth Dreams, Mother Cyborg[26].
- Août 2019 : Eyeo 2019 - Diana Nucera, Eyeo Festival[27].
- Mars 2020 : Diana Nucera 2019 / Kresge Artist Fellow, Kresge Art Detroit[28].

## Travail technologique communautaire
Éducatrice en technologie communautaire, Diana J. Nucera est la fondatrice du « Detroit Community Technology Project », un projet parrainé par Allied Media Projects, qui permet aux différentes communautés de Détroit d'utiliser les médias et la technologie pour résoudre les problèmes auxquels elles sont confrontées. De 2016 à 2018, ce projet est associé à d'autres organisations de Detroit : Grace in Action Collectives et WNUC Community Radio.
Depuis 2005, elle fait partie du conseil consultatif national Youth Media et collabore également au programme « Church of the Messiah's Boulevard Harambe Program », initié dans le cadre de l'action « Equitable Internet Initiative ». Ce programme soutient l'amélioration de l'accès à l'Internet dans des quartiers mal desservis de Détroit (Vernor/Lawndale, Southwest Detroit ; Islandview, Southeast Detroit ; North End), par le biais de l'attribution de connexions Internet rapides. Elle parle de cette action dans le court-métrage documentaire réalisé par Vice, intitulé « Meet the People Building Their Own Internet in Detroit ».
Elle est l'autrice du fanzine Opening Data Zine et du Teaching Community Technology Handbook.

## Publications
- (en-US) Nucera Diana J (aka Mother Cyborg), Discotech, Detroit Digital Coalition, 2012, 64 p. (lire en ligne)
- (en-US) Nucera Diana J, Teaching Community Technology Handbook, Detroit, Detroit Community Technology Project, 2016, 104 p. (lire en ligne)
- (en-US) Gerety Ryan,  Nucera Diana, Gunn Andy, (Re)Building Technology Vol. 2, Communitytechnology.github.io, janvier 2016, 88 p. (lire en ligne)
- (en-US) Nucera Diana J (aka Mother Cyborg), #HeyDJ, Seraphine Collective, 2017, 34 p. (lire en ligne)
- (en-US) Mother Cyborg, Onuoha Mimi, Artificial Intelligence. A people guide to AI, Allied Media Project, août 2018, 80 p. (lire en ligne)
- (en-US) Nucera, Diana J, Opening Data, 60 p. (lire en ligne)[Quand ?]